# William E. Miller
William Edward Miller, född 22 mars 1914 i Lockport, New York, död 24 juni 1983 i Buffalo, New York, var en amerikansk republikansk politiker. Han var ledamot av USA:s representanthus 1951-1965 och ordförande i Republican National Committee 1961-1964. Han var Barry Goldwaters vicepresidentkandidat i presidentvalet i USA 1964.
Miller gick i skola i Lockport High School i Lockport. Han utexaminerades 1935 från University of Notre Dame och avlade 1938 juristexamen vid Albany Law School. Han deltog i andra världskriget i USA:s armé. Han var sedan biträdande åklagare i Nürnbergprocessen. Han tillträdde 1948 som distriktsåklagare i Niagara County. Han blev invald i representanthuset i kongressvalet 1950. Han omvaldes sex gånger.
Miller efterträdde 1961 Thruston Ballard Morton som RNC-ordförande. Han efterträddes tre år senare av Dean Burch. Barry Goldwater och vicepresidentkandidaten William E. Miller förlorade stort i presidentvalet 1964 mot demokraterna Lyndon B. Johnson och Hubert Humphrey.
Miller var katolik. Han gravsattes på Arlingtonkyrkogården.